# Роберто Андзолін
Роберто Андзолін (італ. Roberto Anzolin; нар. 18 квітня 1938, Вальданьо — 6 жовтня 2017) — італійський футболіст, що грав на позиції воротаря. По завершенні ігрової кар'єри — футбольний тренер. Через свою спритність, і відносно невеликий і стрункий зріст для воротаря (176 см), він отримав прізвисько «комар».
Значну частину кар'єри провів у «Ювентусі», з яким виграв чемпіонат і Кубок Італії. У складі національної збірної Італії був учасником чемпіонату світу 1966 року.

## Клубна кар'єра
Народився 18 квітня 1938 року в місті Вальданьо. Вихованець футбольної школи клубу «Мардзотто Вальданьйо» з рідного міста. У дорослому футболі дебютував 1956 року виступами «Мардзотто», в якому провів три сезони у Серії В, взявши участь у 86 матчах чемпіонату.

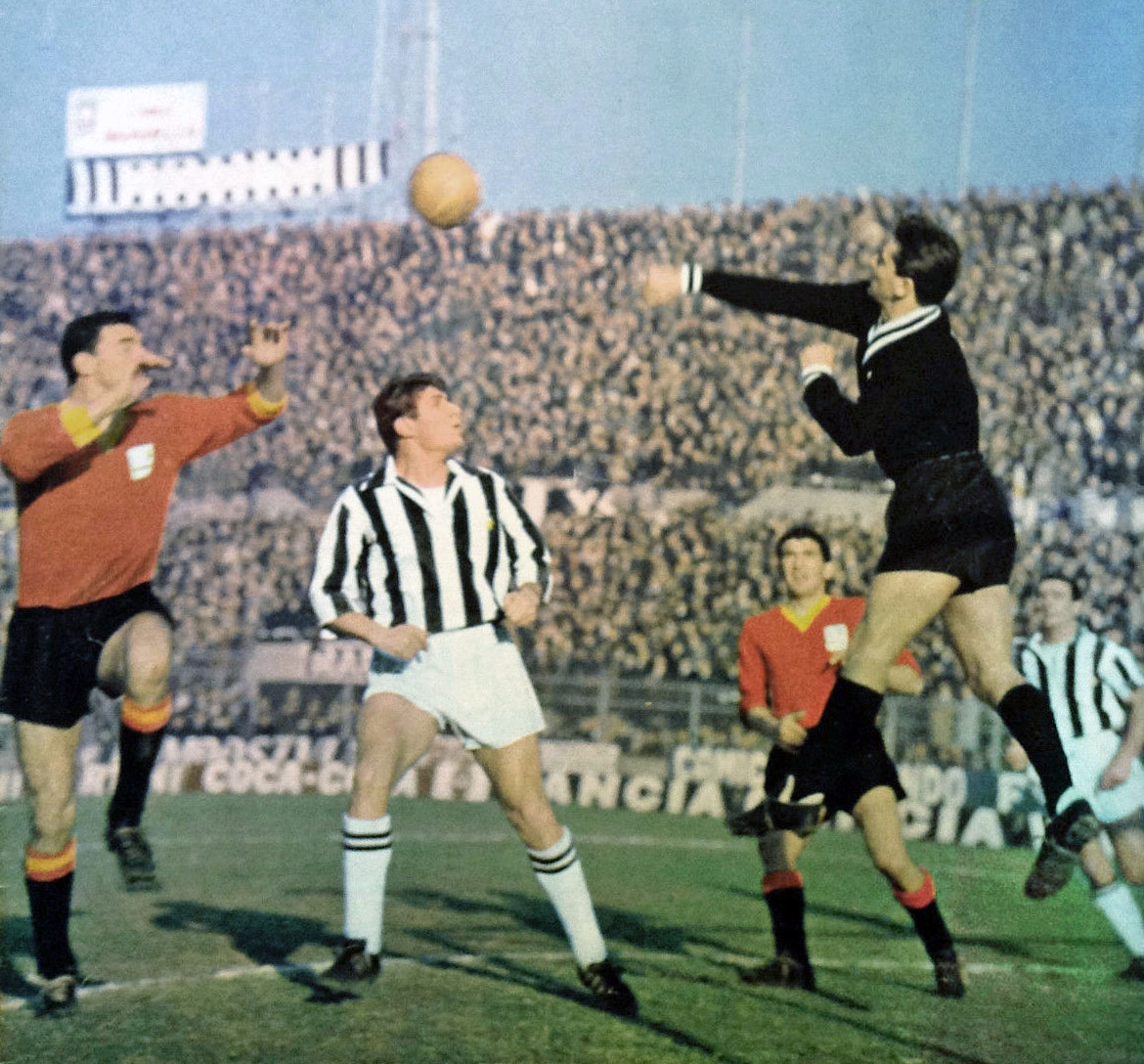
Роберто Андзолін у грі за «Ювентус». 1965 рік.

Протягом 1959—1961 років захищав кольори «Палермо». Клуб придбав його за 40 мільйонів лір, випередивши «Мілан» на 5 мільйонів, і пропонуючи йому щорічну зарплату в розмірі 5 мільйонів лір. Перед заключним матчем сезону 1960-61 у Серії B, він був проінформований, що переходить до Серії А, в склад діючих чемпіонів «Ювентус», який підписав з ним контракт на 14 мільйонів лір. «Палермо» взамін отримало захисника Тарчізіо Бурньїча, який перейшов на повноцінній основі, та воротаря Карло Маттреля і нападника Руне Бор'єссона на правах оренди, крім того туринці заплатили 100 мільйонів лір.
Відіграв за «стару сеньйору» Андзолін наступні дев'ять сезонів своєї ігрової кар'єри. Більшість часу, проведеного у складі «Ювентуса», був основним голкіпером команди, зігравши 305 матчів (230 з яких були в Серії А). Відзначався досить високою надійністю, пропускаючи в іграх чемпіонату в середньому менше одного голу за матч. За цей час виборов титул володаря Кубка Італії та ставав чемпіоном Італії. Він також виграв міжнародний трофей Кубок Альп в 1963 році і досяг півфіналу Кубка європейських чемпіонів 1967-68, програвши «Бенфіці».
Згодом у сезоні 1970-71 Роберто виступав за «Аталанту» в Серії В, допомагаючи своєму клубу отримати підвищення у класі, під час якого залишався непереможним протягом 792 хвилин.
По завершенні сезону Андзолін перейшов в «Ланероссі», де протягом двох сезонів був в статусі другого воротаря, після чого грав у клубах Серії С «Монца», «Річчіоне» та «Казале» і 1978 року покинув професійний футбол.
Остаточно завершив ігрову кар'єру в віці 46 років у клубі «Мардзотто Вальданьо», президентом якого був його брат. В рідній команді Роберто замінив травмованого воротаря, граючи в 26 іграх і пропустивши лише 4 голи.

## Виступи за збірні
1959 року залучався до складу молодіжної збірної Італії. На молодіжному рівні зіграв у 4 офіційних матчах, пропустив 1 гол.
1960 року захищав кольори другої збірної Італії. У складі цієї команди провів 4 матчі, пропустив 1 гол.
29 червня 1966 року дебютував в офіційних матчах у складі національної збірної Італії в товариському матчі проти збірної Мексики, замінивши в другому таймі Енріко Альбертозі. Того ж року у складі збірної був учасником чемпіонату світу 1966 року в Англії, але був дублером Діно Дзоффа, тому матч з мексиканцями так і залишився для Андзоліна єдиним у кар'єрі.

## Кар'єра тренера
Розпочав тренерську кар'єру 1980 року, очоливши тренерський штаб клубу «Беначенсе», після чого став тренувати «Про Горіцію», з якої він був звільнений, коли команда була лідером Серії С з шістьма очками відриву від другого місця.
У сезоні 1982-83 тренував «Беллуно», а в подальшому протягом семи років працював з молодю «Кьямпо».
У сезоні 1996-97 років він короткий час тренував команду свого міста, «Мардзотто Вальданьо» Серії С2, але не врятував команду від вильоту в нижчий дивізіон. Крім того, у Вальданьо Роберто відкрив футбольну школу.

## Статистика

### Клубна
| Чемпіонат | Чемпіонат             | Чемпіонат | Ліга | Ліга |
| Сезон     | Клуб                  | Ліга      | Ігри | Голи |
| Італія    | Італія                | Італія    | Ліга | Ліга |
| --------- | --------------------- | --------- | ---- | ---- |
| 1956-57   | «Мардзотто Вальданьо» | Серія B   | 23   | 0    |
| 1957-58   | «Мардзотто Вальданьо» | Серія B   | 32   | 0    |
| 1958-59   | «Мардзотто Вальданьо» | Серія B   | 31   | 0    |
| 1959-60   | «Палермо»             | Серія A   | 34   | 0    |
| 1960-61   | «Палермо»             | Серія B   | 37   | 0    |
| 1961-62   | «Ювентус»             | Серія A   | 30   | 0    |
| 1962-63   | «Ювентус»             | Серія A   | 19   | 0    |
| 1963-64   | «Ювентус»             | Серія A   | 29   | 0    |
| 1964-65   | «Ювентус»             | Серія A   | 33   | 0    |
| 1965-66   | «Ювентус»             | Серія A   | 34   | 0    |
| 1966-67   | «Ювентус»             | Серія A   | 34   | 0    |
| 1967-68   | «Ювентус»             | Серія A   | 24   | 0    |
| 1968-69   | «Ювентус»             | Серія A   | 22   | 0    |
| 1969-70   | «Ювентус»             | Серія A   | 5    | 0    |
| 1970-71   | «Аталанта»            | Серія B   | 36   | 0    |
| 1971-72   | «Ланероссі»           | Серія A   | 7    | 0    |
| 1972-73   | «Ланероссі»           | Серія A   | 5    | 0    |
| 1973-74   | «Монца»               | Серія C   | 36   | 0    |
| 1974-75   | «Монца»               | Серія C   | 30   | 0    |
| 1975-76   | «Річчіоне»            | Серія C   | 30   | 0    |
| 1976-77   | «Казале»              | Серія C   | 28   | 0    |
| 1977-78   | «Казале»              | Серія C   | 30   | 0    |
| 1984-85   | «Мардзотто Вальданьо» | Серія D   | 26   | 0    |
| Країна    | Італія                | Італія    | 589  | 0    |
| Всього    | Всього                | Всього    | 589  | 0    |

### Статистика виступів за збірну
| Дата      | Місто     | Господарі | Результат | Гості   | Турнір           | Голи | Примітки |
| --------- | --------- | --------- | --------- | ------- | ---------------- | ---- | -------- |
| 29-6-1966 | Флоренція | Італія    | 5 – 0     | Мексика | товариський матч | -    | 46'      |
| Усього    |           | Матчів    | 1         |         | Голів            | -    |          |

## Титули і досягнення

### Як гравця
- Володар Кубка Італії (1):

«Ювентус»: 1964-65
- Чемпіон Італії (1):

«Ювентус»: 1966-67

## Особисте життя
Його батько Бруно грав як півзахисник у «Віченці» в Серії Б в 1930 році.
У роки виступів за «Ювентус» одружився з дівчиною Габріеллою, у них було двоє дітей: син і дочка.
31 жовтня 1997 року під час канікул в горах мав серцевий напад. Серйозніших наслідків удалося уникнути завдяки вчасному втручанню медичного персоналу.